# Підмаренник низенький
{{#ifeq:0|0|{{#if:Galium pumilum|{{#if:|[[]}}|[[]]}}}}
Підмаренник низенький (Galium pumilum) — вид квіткових рослин родини маренових (Rubiaceae).

## Біоморфологічна характеристика
Це багаторічна рослина 10–70 см заввишки з розгалуженими тонкими коренями й кореневищем. Стебла слабкі, висхідні, але часто також лежачі, чотиригранні. Усі листки по 6–8 у кільці, вузько-ланцетні, до 20 × 0.8(1.5) мм, гострі, з вістрям, із загорнутими вниз краями. Суцвіття волотисте, рясно розгалужене, довге, тонке. Віночок кремовий чи білий, 2–4 мм у діаметрі. Плоди — подвійні сім'янки, ≈ 1.5 мм заввишки, +/- гладкі, темно-коричневі, блискучі. 2n=88.

## Поширення
Європа від Ісландії до України.
В Україні вид зростає на узліссях та галявинах — у Карпатах (Закарпатська обл., Надвірнянський р-н, с. Пасічна)